# اهرم (مدار)

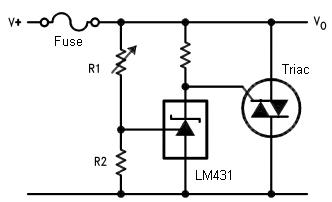

مدار اهرم (به انگلیسی: crowbar circuit) نوعی مدار الکتریکی است که برای جلوگیری از آسیب رساندن شرایط جهش‌ولتاژ یا اضافه‌ولتاژ از واحد منبع تغذیه به مدارهای متصل به منبع تغذیه استفاده می‌شود. این عمل با قرار دادن یک اتصال کوتاه یا مقاومت کم در مسیر دوسر ولتاژ خروجی (Vo) کار می‌کند، کاملاً مانند انداختن یک اهرم که قفل را می‌شکند، است. به طوری که دوسر پایه‌های خروجی منبع تغذیه را اتصال کوتاه کرده و باعث سوختن فیوز و درنتیجه قطع مدار می‌شود. مدارهای اهرم اغلب با استفاده از تریستور، ترایاک، تریسل یا تایترون به عنوان افزاره اتصال‌کوتاه کردن استفاده می‌شوند. پس از تریگرشدن (عمل روشن کردن ترایاک)، آنها به مدارات محدودکننده-جریان منبع تغذیه یا در صورت خرابی، به خنک‌کردن فیوز خط یا تُندکاری مدار شکن بستگی دارند.
یک مثال مدار اهرم در سمت چپ نشان داده شده‌است. این مدار خاص از یک تثبیت‌کننده زنری قابل‌تنظیم LM431 برای کنترل گیت ترایاک استفاده می‌کند. تقسیم‌کننده مقاومت R1 و R2 ولتاژ مرجع LM431 را فراهم می‌کند. تقسیم‌کننده به گونه‌ای تنظیم شده‌است که در شرایط کار عادی، ولتاژ R2 کمی از ولتاژ مرجع (VREF) LM431 کمتر باشد. از آنجا که این ولتاژ زیر کمینه ولتاژ مرجع LM431 است، آن خاموش مانده و جریان بسیار کمی از طریق LM431 هدایت می‌شود. اگر مقاومت کاتد متناسب باشد، ولتاژ کمی روی آن افت می‌کند و پایهٔ گیت ترایاک اساساً در همان پتانسیل MT1 خواهد بود و ترایاک را خاموش نگه می‌دارد. اگر ولتاژ تغذیه افزایش یابد، ولتاژ R2 از VREF فراتر رفته و کاتد LM431 شروع به کشیدن جریان می‌کند. ولتاژ در پایه گیت پایین آورده می‌شود، بیش از ولتاژ چکاندن (تریگر) گیت ترایاک و آن را روی روشن چفت می‌کند.

## بیشتر خواندن
- پل هورویتس و وینفیلد هیل، هنر الکترونیک (he Art of Electronics)، چاپ سوم، صفحات ۵۹۸٬۶۹۰–۶۹۱ ، انتشارات دانشگاه کمبریج، ۲۰۱۵.
- پل هورویتس و وینفیلد هیل، هنر الکترونیک فصل‌های X، چاپ اول، صفحات ۳۵۳٬۳۹۳٬۳۹۵٬۴۱۲٬۴۱۳ ، انتشارات دانشگاه کمبریج، ۲۰۲۰.
- پل شرز و سایمون مونک، الکترونیک عملی برای مخترعین (Practical Electronics for Inventors)، چاپ چهارم، صفحات ۷۱۰ ، انتشارات دانشگاه کمبریج، ۲۰۱۶.
- پل هورویتس و وینفیلد هیل، هنر الکترونیک، چاپ دوم، صفحات ۳۱۸–۳۱۹ ، انتشارات دانشگاه کمبریج، ۱۹۸۹.